# At Bat

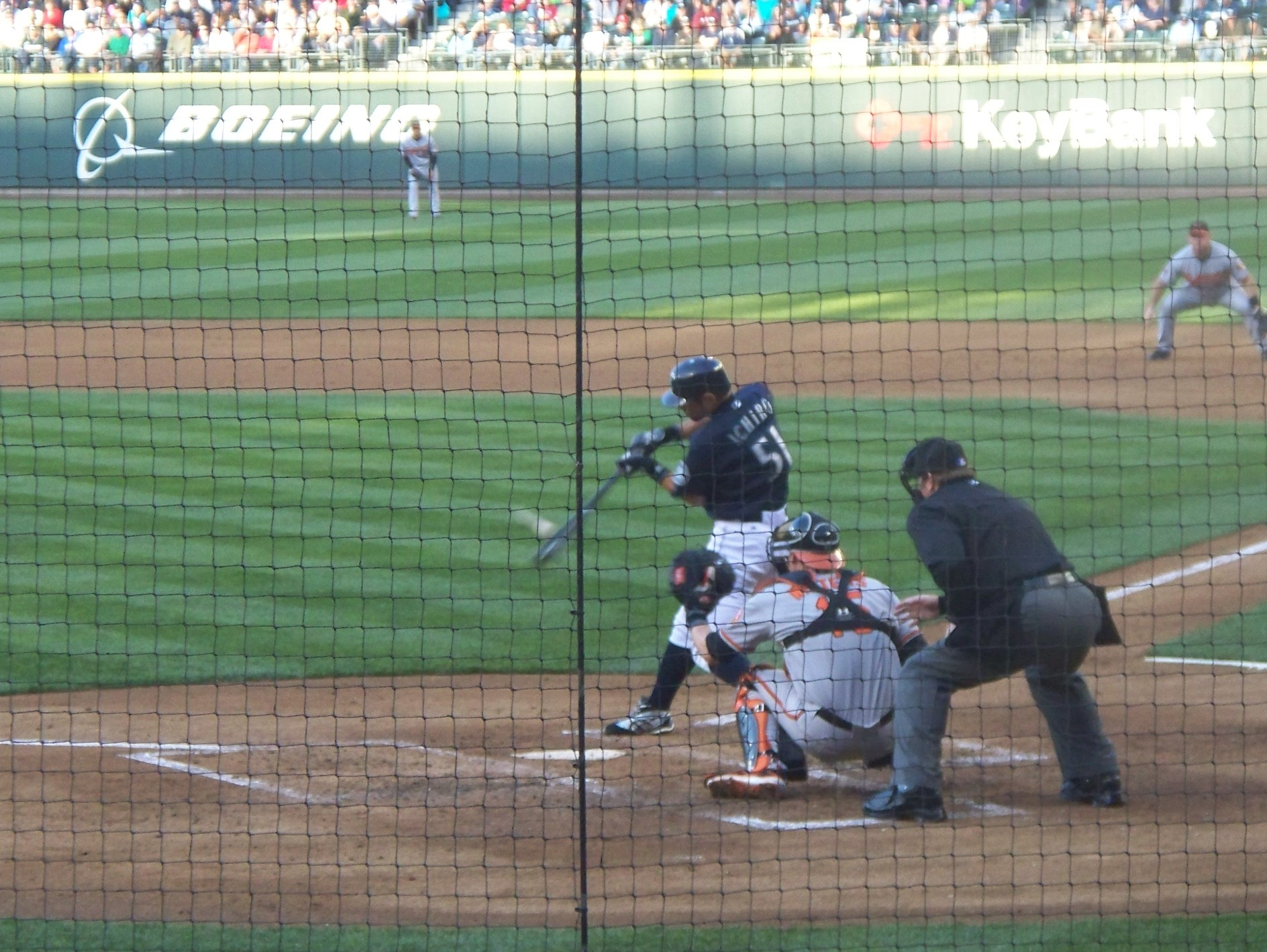
Ichiro Suzuki beim At Bat

Im Baseball ist ein At Bat (AB) oder eine time at bat der Vorgang, bei dem ein Batter (Schlagmann) gegen einen Pitcher (Werfer) antritt, um den Ball ins Spiel zu bringen. Um diesen Vorgang offiziell als solchen erfolgreich abzuschließen, muss der Batter dabei entweder aufgrund eines Hits, einer Fielder’s Choice oder eines Errors mindestens die erste Base erreichen. Der Vorgang gilt außerdem als offiziell und zählbar abgeschlossen, wenn der Batter ein Out hinnehmen muss, das nicht auf der Grundlage eines Sacrifice entsteht (d. h. der Schläger opfert sich nicht für einen anderen Spieler).
Ein At Bat zählt immer auch als Plate Appearance. Allerdings gibt es mögliche Ausgänge einer Plate Appearance, die nicht als At-Bat zählen (siehe Einzelheiten).

## Einzelheiten
In Regel 9.02(a)(1) der offiziellen Regeln der Major League Baseball wird ein At Bat definiert als die Anzahl der Schlagdurchgänge eines Batters. Ausnahmen, bei denen kein At Bat angerechnet wird, sind:
1. der Batter schlägt einen Sacrifice Bunt oder einen Sacrifice Fly;
2. der Batter erhält beim vierten Ball die erste Base, sog. Base on Balls (BB);
3. der Batter wird von einem geworfenen Ball getroffen (Hit by Pitch); oder
4. der Batter erhält aufgrund von Interferenz oder Behinderung die erste Base (in der Regel ausgelöst durch das Verhalten des Catchers).[2]

Wird der Batter durch einen anderen Batter ersetzt, bevor sein At Bat beendet ist, so werden in diesem Fall die Plate Appearance und alle damit verbundenen Statistiken an den Pinch Hitter übertragen. Ausgenommen hiervon ist allerdings, dass der Batter beim Stand von zwei Strikes ersetzt wird und sein Ersatz einen Strikeout vollendet.
Ein At Bat ist also eine bestimmte Art von Plate Appearance, bei der der Batter tatsächlich versucht oder versuchen kann, den Ball mit der Absicht ins Spiel zu bringen, auf eine Base zu gelangen. Aus diesem Grund werden At Bats und nicht Plate Appearances zur Berechnung des Batting Average herangezogen, da Plate Appearances im Allgemeinen zu unterschiedlichen Ergebnissen führen können, bei denen nicht versucht wird, den Ball ins Spiel zu bringen. Der Batting Average hingegen misst speziell die (versuchten) Kontaktschläge eines Schlagmanns. Ein At Bat sollte daher nicht mit einer Plate Appearance verwechselt werden. Einem Schlagmann wird eine Plate Appearance gutgeschrieben, unabhängig davon, was während seines At Bat passiert.
Wenn das Inning endet, während der Batter noch am Schlag ist (z. B. weil ein Runner beim Stehlen einer Base erwischt wurde (caught stealing) und das dritte Out für das Inning hinnehmen musste), wird kein At Bat und keine Plate Appearance vermerkt. In diesem Fall kommt der Batter im nächsten Inning erneut zum Schlag, wobei die Zählung auf „no balls and no strikes“ zurückgesetzt wird.
At Bats werden zur Berechnung bestimmter Statistiken herangezogen, einschließlich des Batting Average und Slugging Percentage. Spieler können sich in diesen Kategorien allerdings nur dann für die Rangliste am Saisonende  qualifizieren, wenn sie während der Saison mindestens eine Anzahl von 502 Plate Appearances erreicht haben.

## Beispiele
Ein At Bat wird gezählt, wenn:
- Der Batter erreicht die erste Base durch einen Hit.
- Der Schlagmann erreicht die erste Base durch einen Error der verteidigenden Mannschaft.
- Der Schlagmann wird aus irgendeinem Grund per Out aus dem Spiel genommen, mit Ausnahme eines Outs durch einen Sacrifice Schlag.
- Der Batter erreicht die Base aufgrund einer Fielder’s Choice.

## Rekorde
Pete Rose hatte 14.053 At Bats in seiner Karriere, was den Allzeit-Rekord der Major League und der National League darstellt.
Der Rekord der American League wird von Carl Yastrzemski gehalten, dessen 11.988 Karriereschläge alle in der AL erzielt wurden.
Der Rekord für eine einzelne Saison wird von Jimmy Rollins gehalten, der 2007 716 At Bats hatte; Willie Wilson, Ichiro Suzuki und Juan Samuel hatten ebenfalls mehr als 700 At Bats in einer Saison. 14 Spieler teilen sich den Einzelspielrekord von 11 At Bats in einem einzigen Spiel, die alle in einem Extra-Inning stattfanden.
In Spielen mit 9 Innings oder weniger liegt der Rekord bei 7 At Bats und wurde mehr als 200 Mal aufgestellt.
Der Mannschaftsrekord für die meisten At Bats in einer einzigen Saison liegt bei 5.781, aufgestellt von den Boston Red Sox im Jahr 1997.

## „At bat“ als Phrase
„At bat“, „up“, „up at bat“ und „at the plate“ sind alles Ausdrücke, die einen Batter beschreiben, der dem Pitcher gegenübersteht. Spieler, die in diesem Sinne als „at bat“ bezeichnet werden, sind für die Statistik nicht zwangsläufig als „at bat“ gezählt, der Ausdruck bezeichnet vielmehr eine Plate Appearance (vorausgesetzt, sie wird abgeschlossen). Diese zweideutige Terminologie wird normalerweise durch den Kontext geklärt. Um sich ausdrücklich auf die oben beschriebene technische Bedeutung von „at bat“ zu beziehen, wird manchmal der Begriff „official at bat“ verwendet.